# Кара-Міхал
Кара́-Міха́л (болг. Кара Михал) — село в Разградській області Болгарії. Входить до складу общини Самуїл.

## Населення
За даними перепису населення 2011 року у селі проживали 63 особи.
Національний склад населення села:
| Національність   | Кількість осіб | Відсоток |
| ---------------- | -------------- | -------- |
| болгари          | 46             | 73,0%    |
| турки            | 17             | 27,0%    |
| цигани           | 0              | 0%       |
| інша             | 0              | 0%       |
| не визначились   | 0              | 0%       |
| Всього відповіли | 63             |          |

Розподіл населення за віком у 2011 році:
Динаміка населення: